# Quinton (Oklahoma)
Quinton es un pueblo ubicado en el condado de Pittsburg en el estado estadounidense de Oklahoma. En el año 2010 tenía una población de 1051 habitantes y una densidad poblacional de 362,41 personas por km².

## Geografía
Quinton se encuentra ubicado en las coordenadas 35°7′33″N 95°22′3″O / 35.12583, -95.36750 (35.125904, -95.367470).

## Demografía
Según la Oficina del Censo en 2000 los ingresos medios por hogar en la localidad eran de $19,531 y los ingresos medios por familia eran $26,912. Los hombres tenían unos ingresos medios de $28,056 frente a los $16,797 para las mujeres. La renta per cápita para la localidad era de $15,143. Alrededor del 22.8% de la población estaban por debajo del umbral de pobreza.